# Chayanne

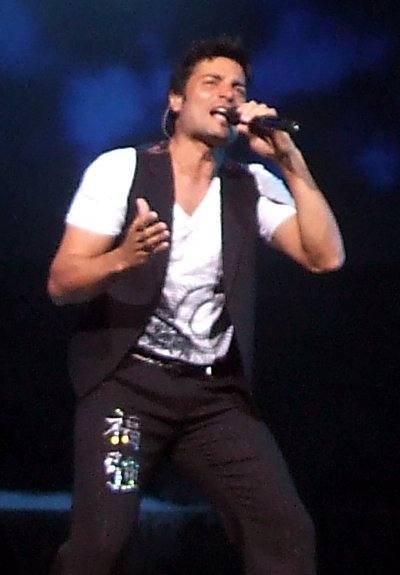
Chayanne im Nokia-Theater (2007)

Chayanne (* 28. Juni 1968 in Río Piedras; bürgerlich Elmer Figueroa Arce) ist ein puerto-ricanischer Latin-Pop-Sänger und Schauspieler.

## Leben
Chayanne wurde in Río Piedras, einem Vorort von San Juan, geboren. Er ist Sohn von Quintino Figueroa, einem Manager, und Irma Luz Arce, einer Lehrerin. Als er noch ein Baby war, zog seine Familie mit ihm nach San Lorenzo. Chayanne hat vier Geschwister: Clara, Kenny, Elliot und Emanoel. Seinen Bühnennamen „Chayanne“, den er mit 19 Jahren annahm, kommt von der Westernserie Cheyenne von 1955.
Ende der 1970er Jahre bewarb er sich bei Menudo, aber er wurde mit der Begründung abgewiesen, dass er zu jung sei. Seine Karriere begann in der vierköpfigen Musikgruppe Los Chicos, durch die er mit 17 Jahren bekannt wurde. In seiner Heimat und weiteren lateinamerikanischen Ländern waren sie sehr erfolgreich und traten im Fernsehfilm Conexión Caribe und in einer wöchentlichen TV-Show auf. Während seiner Zeit veröffentlichten sie vier kommerziell erfolgreiche Alben.
Er verließ nach Unstimmigkeiten 1984 die Boygroup und machte solo weiter. Er veröffentlichte noch im Jahr der Trennung sein Debütalbum Chayanne es mi nombre bei RCA Ariola. 1986 folgte Sangre latina. Mit den ausgekoppelten Singles Vuelve und Una foto para dos hatte er zwei kleinere Hits in den Latin-Charts in den USA. Parallel dazu trat er auch als Schauspieler in kleineren Rollen in den Telenovelas Los niños pueden und Pobre juventud auf. Es war aber nur von kurzer Dauer und er konzentrierte sich wieder auf seine musikalische Karriere. Der große Durchbruch kam da nach dem Wechsel zu Sony. Das erste nach ihm selbst benannte Album enthielt 1987 mit Fiesta en América seinen ersten Top-5-Hit und 1989 folgte ein zweites Album mit dem Titel Chayanne und mit ihm seine erste Latin-Nummer-eins Fuiste un trozo de hielo en la escarcha. Bei den Latin Pop Albums erreichte das Album als sein erstes eine Top-3-Platzierung und wurde als eines der fünf besten Latin-Alben des Jahres für einen Grammy Award nominiert. Während der Verleihung lief im Fernsehen ein Werbespot mit Chayanne für Pepsi. Es war der erste rein spanischsprachige Spot bei einem der großen US-Sender. Sein Video zu Este ritmo se baila así wurde mit einem MTV Video Music Award ausgezeichnet.
In den folgenden Jahren etablierte er sich als einer der Top-Latin-Pop-Sänger. Completamente enamorados (1990) und El centro de mi corazón (1992) waren weitere Nummer-1-Hits, die zugehörigen Alben Tiempo de vals und Provócame erreichten ebenfalls vordere Plätze. Nach seiner Trennung von seinem langjährigen Manager Gustavo Sánchez wurde es musikalisch etwas ruhiger um den Sänger, der aber weiter regelmäßig veröffentlichte. 1994/95 kehrte er zur Schauspielerei zurück und spielte sich selbst in einer Hauptrolle in der TV-Serie Volver a empezar. Auch in den Spielfilmen Linda Sara (1994) und Dance with Me (USA 1998) spielte er Hauptrollen. Es war seine erfolgreichste Zeit als Darsteller, wenn er auch bis in die späten 2000er immer wieder in mehr oder weniger großen Rollen in Fernsehserien auftrat, unter anderem auch in zwei Folgen der US-Serie Ally McBeal.
1998 kam das musikalische Comeback mit dem neunten Album Atado a tu amor. Es war sein erstes Album, das mit Gold für eine halbe Million verkaufte Exemplare ausgezeichnet wurde. Außerdem brachte es ihm die zweite Grammy-Nominierung und seinem vierten Nummer-1-Hit Dejaría todo. Das Nachfolgealbum Simplemente war zwei Jahre später ähnlich erfolgreich, wieder mit Grammy-Nominierung und dem Nummer-1-Hit Yo te amo. Zum spanischen Soundtrack des Films Atlantis – Das Geheimnis der verlorenen Stadt trug er 2001 den Song Donde va tu sueño bei. Noch einmal übertroffen wurde der Erfolg im Jahr 2002 von Chayannes Best-of-Album Grandes éxitos, das erstmals Platz 1 der Top Latin Albums und zugleich den Einstieg in die offiziellen Albumcharts schaffte. Es folgten drei Nummer-1-Songs in Folge mit Y tú te vas, Un siglo sin ti und Cuidarte el alma. Die letzten beiden gehörten zum wenig später veröffentlichten Album Sincero. Es war sein drittes Studioalbum in Folge und sein viertes insgesamt mit einer Grammy-Nominierung. Die Auszeichnung blieb ihm aber erneut verwehrt.
Die Erfolge setzten sich durch die 2000er fort bis hinein in die 2010er. Cautivo (2005), No hay imposibles (2010) und En todo estaré (2014) waren die Nummer-1-Alben drei, vier und fünf in den Latin-Charts und kamen in den offiziellen Charts bis auf Platz 23. 2008 veröffentlichte er nach einer 24-jährigen Karriere sein erstes Livealbum Vivo, aufgenommen im River-Plate-Stadion von Buenos Aires. Si nos quedara podo tiempo war 2007 sein neunter Single-Nummer-1-Hit. Nach 2014 veröffentlichte er jedoch kein Studioalbum und keine neuen Solosingles mehr. Stattdessen arbeitete er bei zwei Songs 2017/18 mit Wisin bzw. Ozuna zusammen. Im Laufe seiner Karriere veröffentlichte er über zwanzig Alben und verkaufte weltweit mehr als 30 Millionen CDs.
Chayanne ist mit Marilisa Maronesse, 1988 Teilnehmerin an der Wahl zur Miss Venezuela, verheiratet und hat zwei Kinder. Sie leben in Miami.

## Filmografie (Auswahl)
- 1994: Linda Sara
- 1998: Dance with Me
- 2001: Ally McBeal
- 2008: Gabriel
- 2010: Rapunzel – Neu verföhnt (Flynn Rider, Stimme)

## Diskografie

### Studioalben
- 1984: Chayanne es mi nombre
- 1986: Sangre latina
- 1987: Chayanne
- 1988: Chayanne
- 1990: Tiempo de vals

| Jahr | Titel Musiklabel             | Höchstplatzierung, Gesamtwochen, AuszeichnungChartplatzierungen (Jahr, Titel, Musiklabel, Platzierungen, Wochen, Auszeichnungen, Anmerkungen) | Höchstplatzierung, Gesamtwochen, AuszeichnungChartplatzierungen (Jahr, Titel, Musiklabel, Platzierungen, Wochen, Auszeichnungen, Anmerkungen) | Höchstplatzierung, Gesamtwochen, AuszeichnungChartplatzierungen (Jahr, Titel, Musiklabel, Platzierungen, Wochen, Auszeichnungen, Anmerkungen) | Anmerkungen                              |
| Jahr | Titel Musiklabel             | US | Latin | ES | Anmerkungen                              |
| ---- | ---------------------------- | --- | --- | --- | ---------------------------------------- |
| 1992 | Provócame Sony Music         | — | Latin36 (6 Wo.)Latin | — | Erstveröffentlichung: 14. August 1992    |
| 1994 | Influencias Sony Music       | — | Latin26 (21 Wo.)Latin | — | Erstveröffentlichung: 27. September 1994 |
| 1996 | Volver a nacer Sony Music    | — | Latin33 (10 Wo.)Latin | — | Erstveröffentlichung: 17. September 1996 |
| 1998 | Atado a tu amor Sony Music   | US— GoldUS | Latin4 (84 Wo.)Latin | ES1 ×7Siebenfachplatin · (56 Wo.)ES | Erstveröffentlichung: 29. September 1998 |
| 2000 | Simplemente Sony Music       | — | Latin3 ×2Doppelplatin · (48 Wo.)Latin | ES6 ×2Doppelplatin · (29 Wo.)ES | Erstveröffentlichung: 3. Oktober 2000    |
| 2003 | Sincero Sony Music           | US87 (5 Wo.)US | Latin1 ×2Doppelplatin · (42 Wo.)Latin | ES2 Gold · (35 Wo.)ES | Erstveröffentlichung: 26. August 2003    |
| 2005 | Cautivo Sony Music           | US62 (5 Wo.)US | Latin1 ×2Doppelplatin · (16 Wo.)Latin | ES7 Gold · (28 Wo.)ES | Erstveröffentlichung: 27. September 2005 |
| 2007 | Mi tiempo Sony Music         | US42 (5 Wo.)US | Latin2 Platin · (13 Wo.)Latin | ES6 Gold · (23 Wo.)ES | Erstveröffentlichung: 10. April 2007     |
| 2010 | No hay imposibles Sony Music | US23 (7 Wo.)US | Latin1 Platin · (59 Wo.)Latin | ES2 (29 Wo.)ES | Erstveröffentlichung: 23. Februar 2010   |
| 2014 | En Todo Estaré Sony Music    | US23 (4 Wo.)US | Latin1 Gold · (36 Wo.)Latin | ES1 (34 Wo.)ES | Erstveröffentlichung: 25. August 2014    |
| 2023 | Bailemos Otra Vez Sony Music | — | Latin35 Platin · (1 Wo.)Latin | ES26 (2 Wo.)ES | Erstveröffentlichung: 27. Oktober 2023   |

grau schraffiert: keine Chartdaten aus diesem Jahr verfügbar

### Livealben
| Jahr | Titel Musiklabel                | Höchstplatzierung, Gesamtwochen, AuszeichnungChartplatzierungen (Jahr, Titel, Musiklabel, Platzierungen, Wochen, Auszeichnungen, Anmerkungen) | Höchstplatzierung, Gesamtwochen, AuszeichnungChartplatzierungen (Jahr, Titel, Musiklabel, Platzierungen, Wochen, Auszeichnungen, Anmerkungen) | Höchstplatzierung, Gesamtwochen, AuszeichnungChartplatzierungen (Jahr, Titel, Musiklabel, Platzierungen, Wochen, Auszeichnungen, Anmerkungen) | Anmerkungen                                                                                               |
| Jahr | Titel Musiklabel                | US | Latin | ES | Anmerkungen                                                                                               |
| ---- | ------------------------------- | --- | --- | --- | --- |
| 2008 | Vivo Sony Music                 | — | Latin31 (9 Wo.)Latin | ES36 (10 Wo.)ES | Erstveröffentlichung: 28. Oktober 2008 live aufgenommen im Estadio River Plate, Buenos Aires, Argentinien |
| 2012 | A Solas con Chayanne Sony Music | — | Latin10 (15 Wo.)Latin | — | Erstveröffentlichung: 7. Februar 2012 live aufgenommen im Auditorio Nacional in Mexiko-Stadt              |

### Kompilationen
| Jahr | Titel Musiklabel          | Höchstplatzierung, Gesamtwochen, AuszeichnungChartplatzierungen (Jahr, Titel, Musiklabel, Platzierungen, Wochen, Auszeichnungen, Anmerkungen) | Höchstplatzierung, Gesamtwochen, AuszeichnungChartplatzierungen (Jahr, Titel, Musiklabel, Platzierungen, Wochen, Auszeichnungen, Anmerkungen) | Höchstplatzierung, Gesamtwochen, AuszeichnungChartplatzierungen (Jahr, Titel, Musiklabel, Platzierungen, Wochen, Auszeichnungen, Anmerkungen) | Anmerkungen                         |
| Jahr | Titel Musiklabel          | US | Latin | ES | Anmerkungen                         |
| ---- | ------------------------- | --- | --- | --- | ----------------------------------- |
| 2002 | Grandes éxitos Sony Music | US199 (1 Wo.)US | Latin1 ×2Doppelplatin · (90 Wo.)Latin | ES1 ×3Dreifachplatin · (49 Wo.)ES | Erstveröffentlichung: 19. März 2020 |
| 2005 | Desde siempre Sony Music  | US182 (3 Wo.)US | Latin8 (28 Wo.)Latin | ES4 (14 Wo.)ES | Erstveröffentlichung: 29. März 2005 |

grau schraffiert: keine Chartdaten aus diesem Jahr verfügbar

### Singles
| Jahr | Titel Album                                             | Höchstplatzierung, Gesamtwochen, AuszeichnungChartplatzierungen (Jahr, Titel, Album, Platzierungen, Wochen, Auszeichnungen, Anmerkungen) | Höchstplatzierung, Gesamtwochen, AuszeichnungChartplatzierungen (Jahr, Titel, Album, Platzierungen, Wochen, Auszeichnungen, Anmerkungen) | Anmerkungen                                                    |
| Jahr | Titel Album                                             | Latin | ES | Anmerkungen                                                    |
| ---- | ------------------------------------------------------- | --- | --- | -------------------------------------------------------------- |
| 1986 | Vuelve Sangre Latina                                    | Latin24 (5 Wo.)Latin | — |                                                                |
| 1987 | Fiesta En America Chayanne (1987)                       | Latin4 (16 Wo.)Latin | — |                                                                |
| 1988 | Peligro de Amor Chayanne (1987)                         | Latin4 (17 Wo.)Latin | — |                                                                |
| 1988 | Te Deseo Chayanne (1987)                                | Latin43 (2 Wo.)Latin | — |                                                                |
| 1989 | Tú Pirata Soy Yo Chayanne (1988)                        | Latin4 (30 Wo.)Latin | — |                                                                |
| 1989 | Este Ritmo Se Baila Así Chayanne (1988)                 | Latin3 (26 Wo.)Latin | — |                                                                |
| 1989 | Fuiste un Trozo de Hielo en la Escarcha Chayanne (1988) | Latin1 (21 Wo.)Latin | — |                                                                |
| 1989 | Fantasías Chayanne (1988)                               | Latin8 (13 Wo.)Latin | — |                                                                |
| 1990 | Simon Sez Tiempo de vals                                | Latin16 (12 Wo.)Latin | — |                                                                |
| 1990 | Completamente Enamorados Tiempo de vals                 | Latin1 (21 Wo.)Latin | — |                                                                |
| 1991 | Tiempo de vals                                          | Latin7 (22 Wo.)Latin | — |                                                                |
| 1991 | Daría Cualquier Cosa Tiempo de vals                     | Latin21 (15 Wo.)Latin | — |                                                                |
| 1992 | El Centro de Mi Corazón Provócame                       | Latin1 (18 Wo.)Latin | — |                                                                |
| 1992 | Provócame                                               | Latin4 (16 Wo.)Latin | — |                                                                |
| 1993 | Éxtasis Provócame                                       | Latin2 (14 Wo.)Latin | — |                                                                |
| 1993 | Mi Primer Amor Provócame                                | Latin8 (14 Wo.)Latin | — |                                                                |
| 1993 | Isla Desnuda Provócame                                  | Latin15 (11 Wo.)Latin | — |                                                                |
| 1994 | Querida Influencias                                     | Latin24 (7 Wo.)Latin | — |                                                                |
| 1994 | Gavilan O Paloma Influencias                            | Latin24 (3 Wo.)Latin | — |                                                                |
| 1996 | Sólamente Tu Amor Volver a nacer                        | Latin6 (14 Wo.)Latin | — | Erstveröffentlichung: 5. August 1996                           |
| 1997 | Volver a nacer                                          | Latin10 (11 Wo.)Latin | — | Erstveröffentlichung: 6. Januar 1997                           |
| 1997 | Tal Vez Es Amor Volver a nacer                          | Latin12 (11 Wo.)Latin | — | Erstveröffentlichung: 5. Mai 1997                              |
| 1998 | Dejaría Todo Atado a tu amor                            | Latin1 (31 Wo.)Latin | ES— GoldES | Erstveröffentlichung: 3. August 1998                           |
| 1998 | Pienso En Ti Atado a tu amor                            | Latin15 (8 Wo.)Latin | — | Erstveröffentlichung: 23. November 1998                        |
| 1999 | Salomé Atado a tu amor                                  | Latin19 (10 Wo.)Latin | ES1 Gold · (27 Wo.)ES | Erstveröffentlichung: 22. Februar 1999                         |
| 1999 | Atado a tu amor                                         | Latin8 (35 Wo.)Latin | — | Erstveröffentlichung: 19. April 1999                           |
| 1999 | Refugio de Amor (You Are My Home) Atado a tu amor       | Latin3 (10 Wo.)Latin | — | Erstveröffentlichung: 18. Oktober 1999 mit Vanessa L. Williams |
| 2000 | Boom, Boom Simplemente                                  | — | ES1 (10 Wo.)ES | Erstveröffentlichung: 7. August 2000                           |
| 2000 | Yo Te Amo Simplemente                                   | Latin1 (31 Wo.)Latin | — | Erstveröffentlichung: 4. September 2000                        |
| 2001 | Ay, Mamá Simplemente                                    | — | ES9 (5 Wo.)ES | Erstveröffentlichung: 15. Januar 2001                          |
| 2001 | Candela Simplemente                                     | Latin8 (26 Wo.)Latin | — | Erstveröffentlichung: 26. Februar 2001                         |
| 2001 | Marianna Mambo Simplemente                              | — | ES10 (3 Wo.)ES | Erstveröffentlichung: 7. Mai 2001                              |
| 2002 | Y Tú Te Vas Grandes Éxitos                              | Latin1 (39 Wo.)Latin | — | Erstveröffentlichung: 21. Januar 2002                          |
| 2002 | Torero Grandes Éxitos                                   | — | ES1 Platin · (18 Wo.)ES | Erstveröffentlichung: 11. Februar 2002                         |
| 2003 | Un Siglo Sin Ti Sincero                                 | Latin1 (28 Wo.)Latin | — | Erstveröffentlichung: 30. Juni 2003                            |
| 2003 | Caprichosa Sincero                                      | — | ES6 (17 Wo.)ES | Erstveröffentlichung: 20. Oktober 2003                         |
| 2003 | Cuidarte El Alma Sincero                                | Latin1 (31 Wo.)Latin | — | Erstveröffentlichung: 15. Dezember 2003                        |
| 2004 | Sentada Aquí en mi Alma Sincero                         | Latin9 (26 Wo.)Latin | — | Erstveröffentlichung: 15. März 2004                            |
| 2005 | Contra Vientos Y Mareas Desde siempre                   | Latin6 (18 Wo.)Latin | — |                                                                |
| 2005 | No Te Preocupes Por Mi Cautivo                          | Latin6 (20 Wo.)Latin | — | Erstveröffentlichung: 1. August 2005                           |
| 2006 | Te Echo de Menos Cautivo                                | Latin15 (20 Wo.)Latin | — | Erstveröffentlichung: 16. Januar 2006                          |
| 2006 | No Se Por Qué Cautivo                                   | Latin16 (20 Wo.)Latin | — | Erstveröffentlichung: 31. Juli 2006                            |
| 2007 | Si nos quedara poco tiempo Mi tiempo                    | Latin1 (21 Wo.)Latin | — | Erstveröffentlichung: 12. Februar 2007                         |
| 2007 | Lola Mi tiempo                                          | Latin30 (16 Wo.)Latin | — | Erstveröffentlichung: 8. Oktober 2007                          |
| 2008 | Amor Inmortal Gabriel O.S.T.                            | Latin2 (20 Wo.)Latin | — |                                                                |
| 2009 | Me enamoré de ti No hay imposibles                      | Latin6 (22 Wo.)Latin | ES11 Gold · (34 Wo.)ES | Erstveröffentlichung: 16. November 2009                        |
| 2010 | Tú Boca No hay imposibles                               | Latin21 (13 Wo.)Latin | — | Erstveröffentlichung: 12. April 2010                           |
| 2010 | Si No Estás No hay imposibles                           | Latin30 (15 Wo.)Latin | — | Erstveröffentlichung: 19. Juli 2010                            |
| 2014 | Humanos a marte En Todo Estaré                          | Latin9 (21 Wo.)Latin | ES8 Platin + Gold (Streaming) · (25 Wo.)ES                                                                                               | Erstveröffentlichung: 20. April 2014                           |
| 2015 | Madre Tierra (Oye) En Todo Estaré                       | Latin30 (11 Wo.)Latin | ES54 ×4Vierfachplatin · (28 Wo.)ES | Erstveröffentlichung: 28. Januar 2015                          |
| 2017 | Qué me has hecho –                                      | Latin25 Platin · (19 Wo.)Latin | — | Erstveröffentlichung: 21. April 2017 feat. Wisin               |
| 2017 | Choka Choka –                                           | Latin41 Gold · (7 Wo.)Latin | — | Erstveröffentlichung: 10. November 2017 feat. Ozuna            |
| 2023 | Bailando Bachata Bailemos Otra Vez                      | Latin48 Diamant · (3 Wo.)Latin | ES29 ×4Vierfachplatin · (81 Wo.)ES | Erstveröffentlichung: 25. Mai 2023                             |

grau schraffiert: keine Chartdaten aus diesem Jahr verfügbar
Weitere Singles
- 1996: Sólo Traigo Mi Ritmo
- 1996: Baila, Baila
- 1997: Entre Mis Recuerdos
- 1997: Guajira
- 1997: Sólo Pienso En Tí
- 1999: Otra Vez
- 1999: Sube Al Desván
- 1999: Enamorado
- 1999: Soy Como un Niño
- 2001: Hasta Que el Alma Resista
- 2001: Mariana Mambo
- 2001: Vivo
- 2001: ¿Quién Puso Más?
- 2002: Quisiera Ser
- 2004: Santa Sofía
- 2004: Vaivén
- 2007: Indispensable
- 2007: Tengo Miedo
- 2008: Te Amaré
- 2010: Díme
- 2010: Siento
- 2011: Me Pierdo Contigo
- 2014: Tu Respiración
- 2018: Di Qué Sientes Tú

### Videoalben
- 2004: Grandes Exitos (ES: ×3Dreifachplatin )

## Auszeichnungen für Musikverkäufe
| Silberne Schallplatte - Frankreich - 1999: für die Single Salomé Goldene Schallplatte - Argentinien - 2008: für das Album Vivo - 2014: für das Album En todo estaré - Mexiko - 2005: für das Album Desde siempre - 2007: für das Album Mi tiempo - 2007: für den Mastertone Si nos quedara poco tiempo - 2025: für das Album Influencias - 2025: für das Album Provócame - 2025: für das Album Volver a nacer - 2025: für die Single Este Ritmo Se Baila Así - 2025: für die Single Fuiste un Trozo de Hielo en la Escarcha - 2025: für die Single Humanos a marte - Venezuela - 2014: für das Album En todo estaré Platin-Schallplatte - Argentinien - 2003: für das Videoalbum Grandes éxitos - 2005: für das Album Desde siempre - 2005: für das Album Cautivo - 2010: für das Album No hay imposibles - Chile - 2011: für das Album No hay imposibles - 2015: für das Album En todo estaré - Mexiko - 2002: für das Album Grandes éxitos - 2005: für das Album Cautivo - 2020: für die Single Qué me has hecho - 2025: für die Single Bailando Bachata - 2025: für die Single Di Qué Sientes Tú - 2025: für die Single Fiesta En America - 2025: für die Single Tú Pirata Soy Yo - 2025: für die Single Tu Respiración - 2025: für die Single Y Tú Te Vas | 3× Goldene Schallplatte - Mexiko - 2025: für das Album A solas con Chayanne - 2025: für das Album Simplemente - 2025: für das Album Tiempo de vals - 2025: für das Album Vivo - 2025: für die Single Atado a tu amor - 2025: für die Single Completamente Enamorados - 2025: für die Single Provócame - 2025: für die Single Salomé - 2025: für die Single Si nos quedara poco tiempo - 2025: für die Single Tiempo de vals - 2025: für die Single Un Siglo Sin Ti 2× Platin-Schallplatte - Argentinien - 1996: für das Album Volver a nacer - 2000: für das Album Simplemente - 2002: für das Album Grandes éxitos - Mexiko - 2021: für das Album En todo estaré - 2025: für das Album Atado a tu amor - 2025: für das Album Chayanne (1987) - 2025: für das Album No hay imposibles - 2025: für die Single Cuidarte El Alma 5× Goldene Schallplatte - Mexiko - 2025: für das Album Sincero - 2025: für die Single Madre Tierra (Oye) | 3× Platin-Schallplatte - Argentinien - 2003: für das Album Sincero - Mexiko - 2025: für die Single Torero - 2025: für die Single Yo Te Amo 7× Goldene Schallplatte - Mexiko - 2025: für die Single Me enamoré de ti 4× Platin-Schallplatte - Mexiko - 2025: für die Single Dejaría Todo - Uruguay - 1999: für das Album Atado a tu amor 5× Platin-Schallplatte - Argentinien - 1998: für das Album Atado a tu amor Diamantene Schallplatte - Mexiko - 2025: für die Single Dejaría Todo - 2025: für die Single Humanos a marte - 2025: für die Single Un Siglo Sin Ti - 2025: für die Single Y Tú Te Vas |

Anmerkung: Auszeichnungen in Ländern aus den Charttabellen bzw. Chartboxen sind in ebendiesen zu finden.
| Land/RegionAuszeichnungen für Musikverkäufe (Land/Region, Auszeichnungen, Verkäufe, Quellen) | Silber  | Gold       | Platin         | Diamant     | Verkäufe  | Quellen |
| -------------------------------------------------------------------------------------------- | ------- | ---------- | -------------- | ----------- | --------- | --- |
| Argentinien (CAPIF)                                                                          | —       | 2× Gold2   | 18× Platin18   | —           | 908.000   | capif.org.ar (Memento vom 31. Mai 2011 im Internet Archive) ARG2 (Memento vom 6. Juli 2011 im Internet Archive) |
| Chile (IFPI)                                                                                 | —       | —          | 2× Platin2     | —           | 25.000    | Einzelnachweise                                                                                                 |
| Frankreich (SNEP)                                                                            | Silber1 | —          | —              | —           | 125.000   | infodisc.fr |
| Mexiko (AMPROFON)                                                                            | —       | 23× Gold23 | 43× Platin43   | 4× Diamant4 | 6.315.000 | amprofon.com.mx                                                                                                 |
| Spanien (Promusicae)                                                                         | —       | 7× Gold7   | 25× Platin25   | —           | 2.095.000 | elportaldemusica.es ES2                                                                                         |
| Uruguay (CUD)                                                                                | —       | —          | 4× Platin4     | —           | 24.000    | cudisco.org (Memento vom 16. Februar 2005 im Internet Archive)                                                  |
| Venezuela (APFV)                                                                             | —       | Gold1      | —              | —           | 5.000     | Einzelnachweise                                                                                                 |
| Vereinigte Staaten (RIAA)                                                                    | —       | 3× Gold3   | 12× Platin12   | Diamant1    | 1.880.000 | riaa.com |
| Insgesamt                                                                                    | Silber1 | 36× Gold36 | 104× Platin104 | 5× Diamant5 |           | |